# Sobótka (powiat Ostrowski)
Sobótka is een dorp in het Poolse woiwodschap Groot-Polen, in het district Ostrowski (Groot-Polen). De plaats maakt deel uit van de gemeente Ostrów Wielkopolski en telt ca. 1000 inwoners.

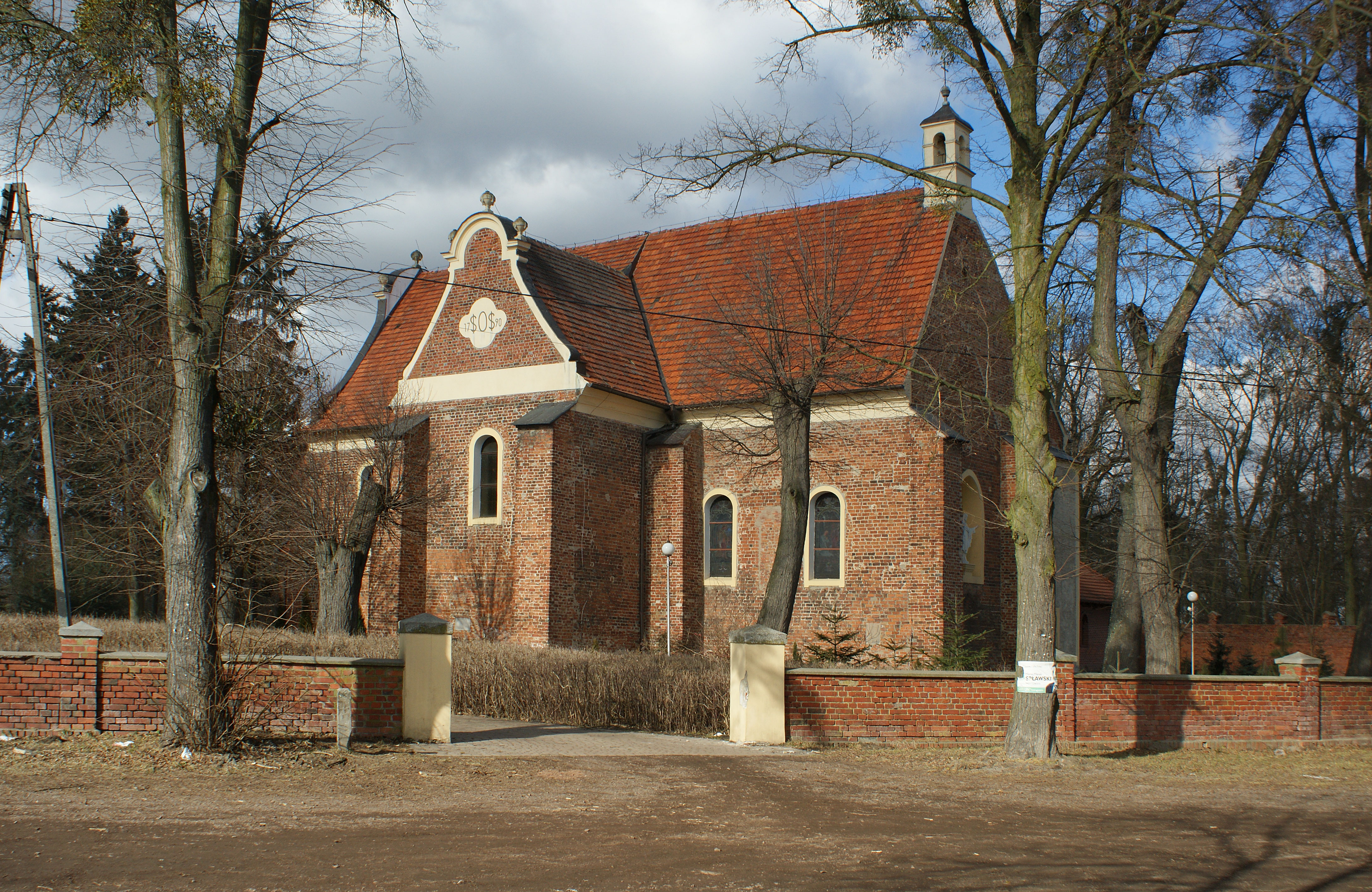
Kerk in Sobótka